# 涼本めぐみ
涼本 めぐみ（すずもと めぐみ、1990年3月30日 - ）は、日本の元グラビアアイドル、元女優。
岡山県出身。元スターブリッジ所属。女性アイドルグループ・KNUの元メンバー。

## 略歴
2010年、グラビアアイドルとしてデビュー。
2011年4月、初のDVD『巨乳なキミ。』をリリース。「むっちり感を楽しみたい人にオススメ」と自ら語っている。同年8月、2枚目のDVD『ましゅまろパイ』をリリースし、作品の仕上がりについては「自慢のマシュマロを見せられた」と語った。同年10月には、演劇ユニット女神座ATHENA 1st IMPACT「冬椿」の制作発表にて、鶴姫役で出演することが明らかとなった。
2012年2月、3枚目のDVD『すずもん』をリリース。この作品はグアムで撮影され、涼本にとって初の海外ロケとなった。なお、タイトルは彼女のニックネームに由来している。同年8月、4枚目のDVD『冬の物語』をリリース。
同年10月よりインターネット番組『金曜【生】アイドルショー すずばんF』に出演。
2017年より声優としてもデビューした。
2021年3月30日、自身のTwitterで、2年前の2019年3月に芸能界を引退していたことを明らかにした。

## 人物
- 趣味はゲームで、特技は笑顔である[4]。
- KNU23においては「柔らかくてボリューミー」なバストが売りであり、柔らかさは2番目だと自負しているが、1番は山咲まりなだという[1]。
- KNU23では「不思議キャラ」を担当している[15]。
- KNUを受ける前にミルキィホームズのオーディションを受けたものの不合格だった。
- 以前は浜田由梨、シャバダバふじ、輝-Akira-と共に、「輝！いただき星」というユニットを結成していた。楽曲提供は阿部靖広。

## 出演

### 舞台
- 女神座ATHENA 1st IMPACT「冬椿」（2011年12月8日 - 11日、ラビネスト）
- Amazingプレゼンツ 「舞台版 ビーナスファンタジスタ 〜The crescendo in my heart〜」（2012年8月29日 - 9月2日、赤坂レッドシアター）

### インターネット
- 金曜【生】アイドルショー（2011年6月 - 、スカイクラッドTV）
- 金曜【生】アイドルショー すずばんF（2013年1月 - 、ニコニコちゃんねる スカイクラッドTV）
- チャンスの時間（2018年10月16日[16]、AbemaTV）

### ゲーム
- 巨神召喚RPG「ファンタジースクワッド」セリドット役
- 「Hオンライン」（GameHeart）輝！いただき星 コラボレーション楽曲歌唱

### 雑誌
- 週刊ヤングジャンプ
- 週刊プレーボーイ
- ブラックボックス
- クリーム
- enjoyMX
- 金のEX
- おとなの英単語帳（総合科学出版）（書籍）
- 夏服少女（ミリオン出版）写真集

### テレビ
- 夜遊び３姉妹（日本テレビ）
- このへん！！トラベラー（テレビ東京）
- ストライクTV（テレビ朝日）
- 笑う！アメカン（日本テレビ）
- おどおどオードリー（CSフジ）
- 千原芸能社（関西TV）
- 声優バラエティー（AT-X）

## 作品

### DVD
- 巨乳なキミ。（2011年4月8日、スパイスビジュアル）
- ましゅまろパイ（2011年8月1日、アースゲート）
- すずもん（2012年2月1日、竹書房）
- 冬の物語（2012年8月25日、エアーコントロール）
- もぎたて果実（2013年2月22日、スパイスビジュアル）
- デカメロン（2013年8月30日、グラッソ）
- むっちんプリン（2014年1月25日、エアーコントロール）
- めぐみ（2014年7月25日、エアーコントロール）
- もんパイ （2015年8月15日、picoche）
- コノユビトマレ（2019年3月22日、M.B.D. メディアブランド）

### VR
単独作
- apartment Days! 涼本めぐみ act1 (2018年7月27日、ファンタスティカ)
- apartment Days! 涼本めぐみ act2 (2018年8月17日、ファンタスティカ)
- バーチャルダイブ〜シャツから透けて見えるマシュマロボディ 涼本めぐみ〜 (2018年11月16日、ファンタスティカ)

共演作
- バーチャルダイブ〜将来イケオジになったらプールサイドで見たかった光景とシテもらいたかったコト〜 (2018年9月21日、ファンタスティカ)
- モテ期の晩餐〜温泉街のコンパニオン編〜 (2018年10月12日、ファンタスティカ)
- バーチャルダイブ〜こんなにも眩しいのは、照り返す日差しと2人のせい〜 (2018年11月23日、ファンタスティカ)
- ご存知ですか？ビキニ居酒屋。 (2018年11月30日、ファンタスティカ)
- 露天風呂で独り占め。この景色も3人も。 (2018年12月7日、ファンタスティカ)